# Mike & Molly
Mike & Molly es una serie de televisión de comedia estadounidense, creada por Mark Roberts. Se estrenó a través de CBS el 20 de septiembre de 2010. La serie está protagonizada por Billy Gardell y Melissa McCarthy como los homónimos Mike y Molly, una pareja que se conoce en un grupo de Comedores Anónimos y se enamoran.
La sexta temporada de 13 episodios comenzó a emitirse el 6 de enero de 2016. El 12 de enero de 2016, se anunció que la serie terminaría tras seis temporadas. La serie concluyó el 16 de mayo de 2016.

## Trama
Mike Biggs, un oficial de policía que quiere bajar de peso, y Molly Flynn, una maestra de cuarto grado queriendo tener curvas, se conocen en un grupo de comedores compulsivos anónimos y se convierten en una extraña pareja. Sin embargo, tienen que lidiar con los comentarios, bromas, y críticas de su amigo y socio (Carl McMillan), la hermana delgada de Molly (Victoria), su madre (Joyce) y un camarero senegalés en el restaurante favorito de los oficiales (Samuel). La serie sigue las distintas etapas de la relación de Mike y Molly, desde el noviazgo hasta el compromiso y el matrimonio, todo ello mientras lidian con sus desafiantes familiares y amigos, así como con los cambios profesionales de Molly.

## Reparto
- Billy Gardell como el oficial Michael «Mike» Biggs
- Melissa McCarthy como Molly Flynn
- Reno Wilson como el oficial Carlton «Carl» McMillan.
- Katy Mixon como Victoria Flynn, la hermana de Molly.
- Swoosie Kurtz como Joyce Flynn, la madre de Molly.
- Nyambi Nyambi como Samuel
- Louis Mustillo como Vince, esposo de la madre de Molly.
- Rondi Reed como Margaret «Peggy» Biggs, la madre de Mike.
- Cleo King como Rosetta «Nana» McMillan (principal, temporadas 1-3; recurrente, temporadas 4-5; invitada, temporada 6), la abuela de Carl.
- David Anthony Higgins como Harry (principal, temporadas 3-6; recurrente, temporada 2; invitado, temporada 1)

## Episodios
| Temporada | Temporada | Episodios | Episodios | Emisión original         | Emisión original   |
| Temporada | Temporada | Episodios | Episodios | Primera emisión          | Última emisión     |
| --------- | --------- | --------- | --------- | ------------------------ | ------------------ |
|           | 1         | 24        | 24        | 20 de septiembre de 2010 | 16 de mayo de 2011 |
|           | 2         | 23        | 23        | 26 de septiembre de 2011 | 14 de mayo de 2012 |
|           | 3         | 23        | 23        | 24 de septiembre de 2012 | 30 de mayo de 2013 |
|           | 4         | 22        | 22        | 4 de noviembre de 2013   | 19 de mayo de 2014 |
|           | 5         | 22        | 22        | 8 de diciembre de 2014   | 18 de mayo de 2015 |
|           | 6         | 13        | 13        | 6 de enero de 2016       | 16 de mayo de 2016 |

## Producción

### Desarrollo
En diciembre de 2009, CBS encargó un piloto de Mike & Molly. Mark Roberts escribió el piloto, que fue dirigido por James Burrows, y tanto Roberts como Burrows ejercieron como productores ejecutivos junto a Chuck Lorre, Don Foster y las productoras Chuck Lorre Productions y Warner Bros. Television. El 13 de mayo de 2010, CBS ordenó la producción de la serie. El 15 de mayo de 2011, Mike & Molly fue renovada para una segunda temporada. El 14 de marzo de 2012, CBS renovó Mike & Molly para una tercera temporada, que se estrenó el 24 de septiembre de 2012.
El 27 de marzo de 2013, CBS renovó la serie para una cuarta temporada. El 17 de mayo de 2013, Mark Roberts abandonó sus funciones de showrunner para centrarse en otros proyectos. Al Higgins lo sustituyó en la cuarta temporada. Tras el éxito cinematográfico de Melissa McCarthy (Identity Thief, The Heat), Lorre pretendía que la serie contara con ella de forma más destacada en la cuarta temporada. En los anuncios previos al estreno de la cuarta temporada, CBS anunció la serie como «la nueva Mike & Molly». Aunque el reparto y el escenario siguen siendo esencialmente los mismos, el «nuevo» se refiere a que Molly deja su trabajo de maestra y se dedica a su carrera de escritora.
El 13 de marzo de 2014, CBS anunció la renovación de la quinta temporada de Mike & Molly. El 12 de marzo de 2015, CBS renovó la serie para una sexta temporada. El 12 de enero de 2016, CBS anunció que Mike & Molly terminaría después de seis temporadas, optando por no renovar la serie para una séptima temporada, con su acuerdo de licencia con Warner Bros. Television terminando. El último episodio se emitió el 16 de mayo de 2016.

### Casting
Los anuncios de la selección de reparto comenzaron en febrero de 2010, y Katy Mixon y Reno Wilson fueron los primeros en ser confirmados. Mixon interpreta el papel de Victoria, la hermana de Molly, mientras que Wilson encarna a Carl, el compañero de Mike. Billy Gardell fue el siguiente actor de la serie, en el papel de Mike. Swoosie Kurtz se incorporó a la serie como Joyce, la madre de Molly. Tras Kurtz, Nyambi Nyambi se unió a la serie como Samuel, un camarero de Abe's Hot Beef, donde Mike y Carl frecuentan. Melissa McCarthy completó el reparto al firmar para interpretar el papel de Molly.

## Recepción

### Críticas
Mike & Molly ha recibido críticas moderadamente positivas por parte de la crítica. En Rotten Tomatoes la serie tiene un índice de aprobación del 67%, basado en 30 reseñas, con una calificación promedio de 5.5/10. En Metacritic, tiene puntaje promedio ponderado de 62 sobre 100, basada en 23 reseñas, lo que indica «reseñas generalmente favorables». La crítica Randee Dawn dio a la serie una crítica negativa, afirmando que el reparto es simpático, pero los chistes son viejos y sosos.

### Audiencias
| Temporada | Horario (ET)                                                 | Episodios | Primera emisión          | Primera emisión      | Última emisión     | Última emisión       | Ranking | Prom. de espectadores (millones) |
| Temporada | Horario (ET)                                                 | Episodios | Fecha                    | Audiencia (millones) | Fecha              | Audiencia (millones) | Ranking | Prom. de espectadores (millones) |
| --------- | ------------------------------------------------------------ | --------- | ------------------------ | -------------------- | ------------------ | -------------------- | ------- | -------------------------------- |
| 1         | lunes 9:30 p. m.                                             | 24        | 20 de septiembre de 2010 | 12.33                | 16 de mayo de 2011 | 8.64                 | 35      | 11.14                            |
| 2         | lunes 9:30 p. m.                                             | 23        | 26 de septiembre de 2011 | —                    | 14 de mayo de 2012 | —                    | 31      | 11.51                            |
| 3         | lunes 9:30 p. m.                                             | 23        | 24 de septiembre de 2012 | —                    | 30 de mayo de 2013 | —                    | 37      | 10.22                            |
| 4         | lunes 9:00 p. m.                                             | 22        | 4 de noviembre de 2013   | —                    | 19 de mayo de 2014 | —                    | 33      | 9.58                             |
| 5         | lunes 8:30 p. m.                                             | 22        | 8 de diciembre de 2014   | —                    | 18 de mayo de 2015 | —                    | 44      | 9.91                             |
| 6         | miércoles 8:30 p. m. (eps. 1-6) lunes 8:00 p. m. (eps. 7-13) | 13        | 6 de enero de 2016       | —                    | 16 de mayo de 2016 | —                    | 51      | 8.46                             |

### Controversias
El 25 de octubre de 2010, surgió una polémica en torno a un artículo del blog Marie Claire escrito por Maura Kelly. En el artículo, titulado «¿Los 'Gorditos' Deberían Obtener Una Habitación? (¿Incluso en Televisión?)», la escritora estuvo en desacuerdo con la serie porque se enfoca en una pareja con sobrepeso, diciendo que a ella le daría «asco si tuviera que mirar dos personajes con rollos y rollos de grasa besándose». El creador de la serie Mark Roberts habló sobre el mensaje de Kelly, diciendo que los comentarios son «muy de escuela». También dijo, «Esto no era sobre el show, esto no era sobre la escritura, esto no es sobre la actuación. Esto es sobre una respuesta de odio de cómo dos personas humanas son». Billy Gardell también abordó el asunto en su aparición en el programa de entrevistas diario The Talk el 1 de noviembre de 2010. Marie Claire ha respaldado el blog. Desde entonces, Kelly dio una disculpa falsa por sus comentarios y ha declarado que «lamenta profundamente haber molestado tanto a la gente».
En el episodio de la tercera temporada «Molly's New Shoes», Peggy reacciona a los planes de su prometido de jubilarse y mudarse a Arizona con la frase «¿Arizona? ¿Por qué debería ir a Arizona? No es más que un horno lleno de indios borrachos». Esto provocó que la Asociación de Periodistas Nativos Americanos, entre otros, exigiera una disculpa.